# 27
| 27                 |
| ------------------ |
| Dødsfald - Fødsler |
|                    |

| Gregoriansk kalender | 27 XXVII                |
| Ab urbe condita      | 780                     |
| Armensk kalender     | I/T                     |
| Kinesiske kalender   | 2723 – 2724 丙戌 – 丁亥 |
| Etiopisk kalender    | 19 – 20                 |
| Jødisk kalender      | 3787 – 3788             |
| Hindukalendere       |                         |
| - Vikram Samvat      | 82 – 83                 |
| - Shaka Samvat       | N/A                     |
| - Kali Yuga          | 3128 – 3129             |
| Iransk kalender      | 595 BP – 594 BP         |
| Islamisk kalender    | 614 BH – 613 BH         |

Se også 27 (tal)